# Benedikt Faust
Benedikt Faust (* 7. Juni 1978 in Marktheidenfeld) ist ein Koch und Gastronom in Würzburg.

## Leben und Wirken
1993 begann Faust eine Ausbildung zum Koch im Weinhaus Anker in Marktheidenfeld. Später arbeitet er in den Schweizer Stuben in Wertheim-Bettingen. Zu seinen Lehrern zählte Juan Amador.
Von April 2013 bis Ende 2019 war Benedikt Faust Küchenchef des Restaurants Kuno 1408 im Hotel Rebstock in Würzburg. Das Restaurant ist nach dem ersten Besitzer des Hofes zum Rebstock in der Neubaustraße und Sprössling des gleichnamigen Rittergeschlechts benannt. Auf der Speisekarte fanden sich traditionell fränkische Gerichte, die Faust „rekonstruiert“ und neu interpretierte.
Im regelmäßigen Abständen ist er bei der Pro Sieben Sendung Galileo als Koch und Coach zu sehen.

## Ehrungen und Auszeichnungen
- 2007: Ein Michelinstern für das Romantik Hotel zum Stern in Bad Hersfeld
- 2010: „Entdeckung des Jahres“, FAZ[5]

- 2011: Ein Michelinstern für das Hotel Hanseatic auf Rügen
- 2014: Ein Michelinstern für das Restaurant Kuno 1408

## Publikationen
Mitarbeit am Buch:
- Karen Grol (Hrsg.): Gaumenkitzel – Erlesene Menüs aus der Literatenküche. Stories & Friends, 2010, ISBN 978-3-942181-00-6.